# Paul Scoon

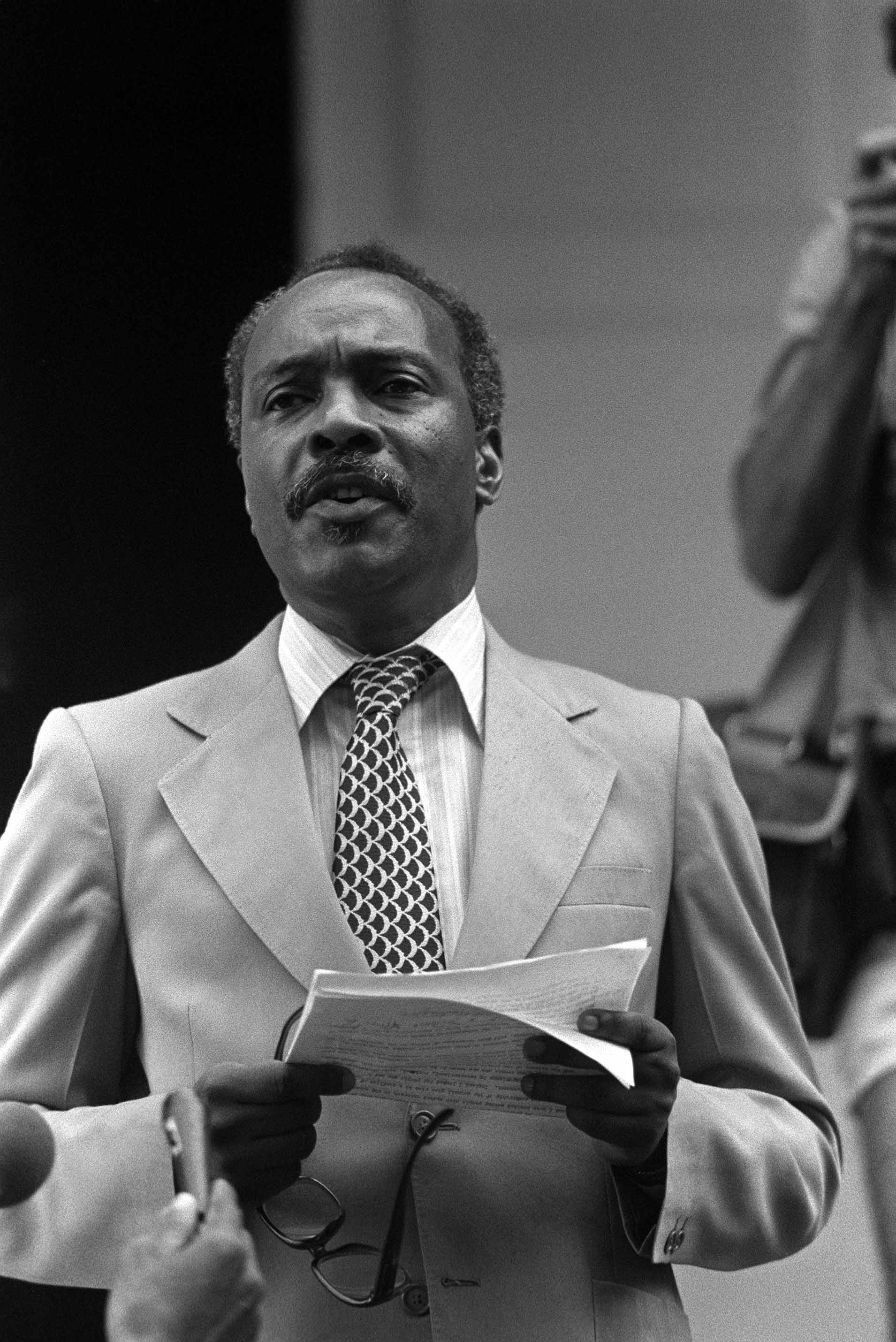
Sir Paul Scoon übernimmt nach der Invasion 1983 die Führung einer provisorischen Regierung auf Grenada

Sir Paul Scoon GCMG, GCVO, OBE (* 4. Juli 1935 in Gouyave, Grenada; † 2. September 2013 in St Paul’s, Grenada) war ein grenadischer Politiker. Er war von 1978 bis 1992 Generalgouverneur Grenadas. Seine Amtszeit ist gekennzeichnet durch Aufstieg und Fall der Revolutionären Volksregierung sowie sein persönliches Engagement und seine Unterstützung der Invasion von Grenada.

## Leben
Scoon besuchte die St John’s Anglican School und die Grenada Boy’s Secondary School. Sein Studium an der London University schloss er mit einem Bachelor of Arts ab. Später besuchte er das Institute of Education an der University of Leeds.
Bei der Revolution im Jahr 1979 auf Grenada wurde Scoon durch die New Jewel Movement (NJM) unter Maurice Bishop abgesetzt und inhaftiert. Erst kurz zuvor war er noch unter dem Premierminister Eric Gairy von Königin Elisabeth II. in ihrer Eigenschaft als Staatsoberhaupt des Landes zum Generalgouverneur ernannt worden.
Scoon wurde bald wieder freigelassen und sah seine Aufgabe fortan darin, trotz der von ihm als illegal angesehenen Regierung Bishops die Aufgaben als Generalgouverneur wahrzunehmen.
Nach dem Staatsstreich gegen Bishop durch Mitglieder der neuen Regierung im Jahr 1983 wurde Scoon erneut inhaftiert, diesmal durch die Rebellen unter Bernard Coard.
Durch die US-Invasion in Grenada 1983 wurde die Regierung der NJM beseitigt. Die US-Regierung gab an, dass die Invasion ein ausdrücklicher Wunsch Scoons gewesen sei. Der unter Hausarrest gehaltene Scoon wurde gleich zu Beginn der Invasion befreit. Scoon nutzte seine Autorität als Generalgouverneur zur Ernennung von Nicholas Brathwaite als Regierungsoberhaupt bis zu den nächsten Wahlen.
Am 31. Juli 1992 trat Scoon von seinem Amt zurück.
Die britische Königin ernannte ihn 1970 zum Officer of the Most Excellent Order of the British Empire (OBE), 1979 zum Knight Grand Cross of the Most Distinguished Order of St. Michael and St. George (GCMG) und 1985 zum Knight Grand Cross of the Royal Victorian Order (GCVO). Rotary International erhob ihn 1984 zum Paul Harris Fellow.